# The Apostasy
The Apostasy (pol. apostazja) – ósmy, studyjny album polskiej grupy muzycznej Behemoth, wydany w Europie 2 lipca 2007 roku, a w USA 17 lipca, także na płycie winylowej w limitowanym nakładzie 500 egzemplarzy. Rok później ukazała się jego reedycja wraz z dodatkową płytą DVD.
Było to pierwsze wydawnictwo zespołu, które zadebiutowało w amerykańskim zestawieniu Billboardu 200, uplasowując się na 149. miejscu. W ciągu tygodnia od premiery album sprzedano za oceanem w nakładzie 5000 egzemplarzy. W 2008 roku płyta została nominowana do nagrody polskiego przemysłu fonograficznego – Fryderyka – w kategorii album roku – rock/metal.

## Realizacja
Realizacja albumu The Apostasy rozpoczęła się 11 grudnia 2006 roku w gdańskim RG Studio. Nagrania pod kierunkiem realizatora Arkadiusza Malczewskiego trwały trzy miesiące, po czym materiał został wyprodukowany w Dog-Out Studios w Szwecji przez Daniela Bergstranda oraz zmiksowany przez Thomasa Ebergera w sztokholmskim Cutting Room. Lider grupy Adam Darski o realizacji nagrań powiedział:

Nowy Behemoth brzmi potężnie, nasz sound jeszcze nigdy nie był tak intensywny, a jednocześnie chwytliwy i zaawansowany technicznie. Oczywiście słychać styl Behemoth, słychać moją rękę w riffach, ale sposób w jaki zostały zaaranżowane jest wręcz nowatorski jeśli chodzi o ten zespół. Czuć w tym dużo świeżego powietrza.

W nagraniach wzięli udział gościnnie: pianista jazzowy Leszek Możdżer oraz wokalista Warrel Dane z grupy Nevermore, występujący w utworze „Inner Sanctum” (w którym pojawiły się również próbki nagrane w świątyni Hagia Sofia w Stambule). Z kolei utwór „Pazuzu” zawiera fragmenty nagrane w stupie Sawayambunath w Katmandu, wykonane przez Darskiego podczas podróży po Nepalu w 2005 roku. W rejestracji albumu wziął także udział siedmioosobowy chór pod batutą Jakuba Mańkowskiego oraz sekcja instrumentów dętych blaszanych. W trakcie pracy nad płytą powstał reportaż, dokumentujący całość procesu nagraniowego, w tym realizację poszczególnych etapów.
Zespół nagrał również utwory, które znalazły się na minialbumie Ezkaton, wydanym 11 listopada 2008 roku. W nowej aranżacji pojawił się też m.in. utwór „Chant for Ezkaton 2000 e.v.”, który w oryginalnej wersji ukazał się w 1999 roku na płycie Satanica.

## Promocja

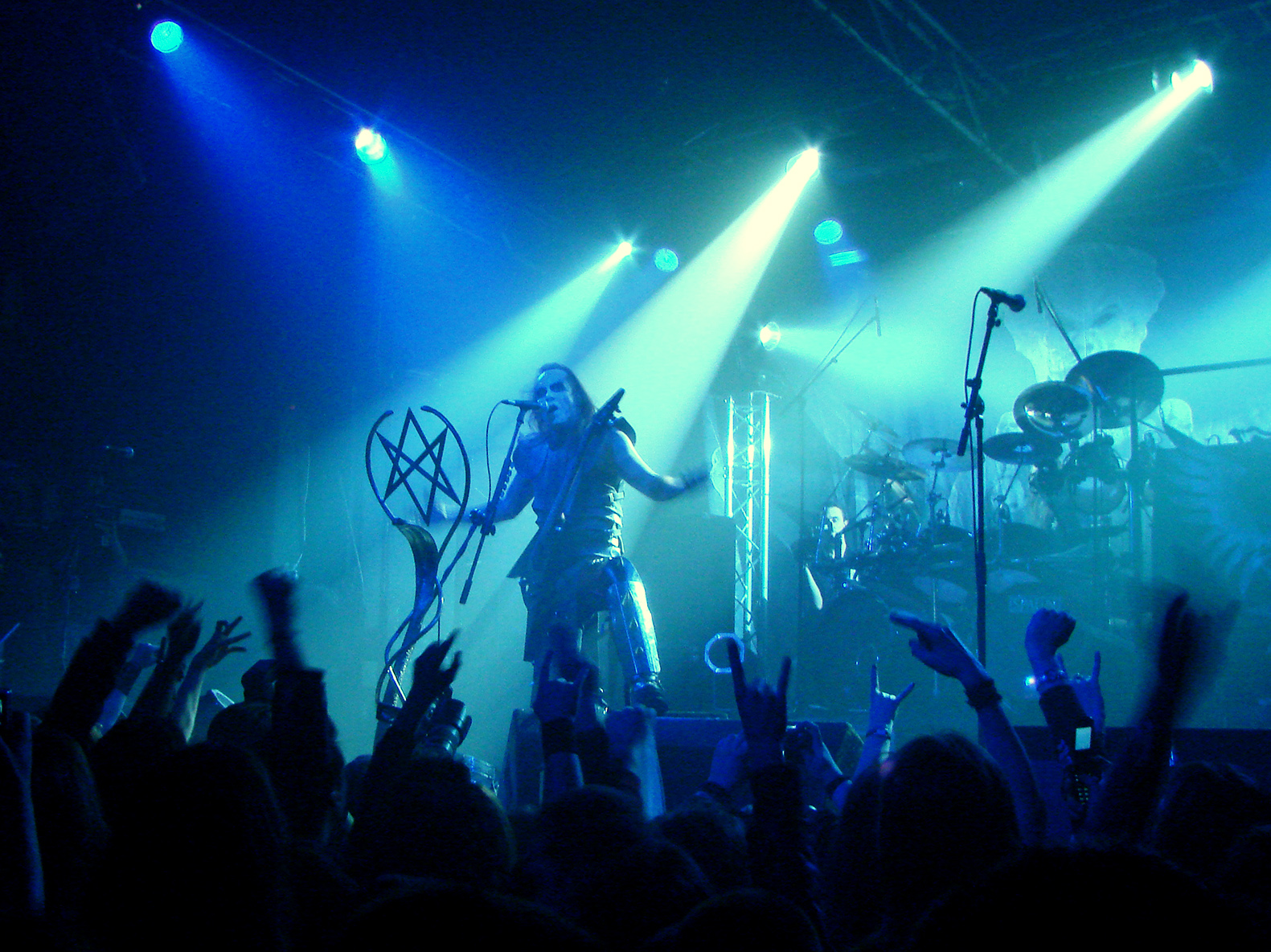
Zespół Behemoth podczas koncertu 17 lutego 2008 roku w paryskim klubie La Loco

Płyta miała swoją europejską premierę 2 lipca 2007 roku. Firmowała ją wytwórnia Regain Records. W USA album ukazał się 17 lipca w Century Media Records, natomiast w Polsce płytę wydała wytwórnia Mystic Production. W 2008 roku wydano też reedycję albumu, wzbogaconą o dodatkową płytę DVD, zawierającą materiał wideo zrealizowany podczas nagrań albumu.
18 lipca 2007 roku w Los Angeles zespół zrealizował pierwszy teledysk do utworu Prometherion, promujący album. W sierpniu grupa wzięła udział w objazdowym festiwalu Ozzfest w Stanach Zjednoczonych.
W 2007 roku ramach promocji albumu Behemoth odbył w Polsce trasę koncertową pod nazwą Polish Apostasy 2007 Tour, trwającą od 5 do 13 września i obejmującą takie miasta jak Toruń, Warszawa, Łódź, Rzeszów, Kraków, Katowice, Wrocław, Poznań i Gdańsk, a zespołowi towarzyszyły grupy Rootwater i Hatesphere. W sześciu z dziewięciu miast muzycy uczestniczyli w spotkaniach z fanami, które miały miejsce w salonach EMPiKu.
28 i 29 stycznia 2008 we Wrocławiu grupa zrealizowała teledysk do utworu „At the Left Hand ov God”, wyprodukowany przez Dariusza Szermanowicza oraz Grupę 13. W lutym odbył się koncert zespołu w paryskim klubie La Loco, który został nagrany na potrzeby wydawnictwa DVD i płyty koncertowej zatytułowanej At The Arena ov Aion – Live Apostasy, wydanej w październiku 2008 roku. Również w 2008 roku powstał trzeci teledysk promujący album, do utworu „Inner Sanctum”, w reżyserii Mateusza Winkla, zrealizowany w Maurzycach w skansenie wsi łowickiej. Promocja albumu The Apostasy trwała do grudnia 2008 roku i objęła ponad 200 koncertów na całym świecie.

## Oprawa graficzna

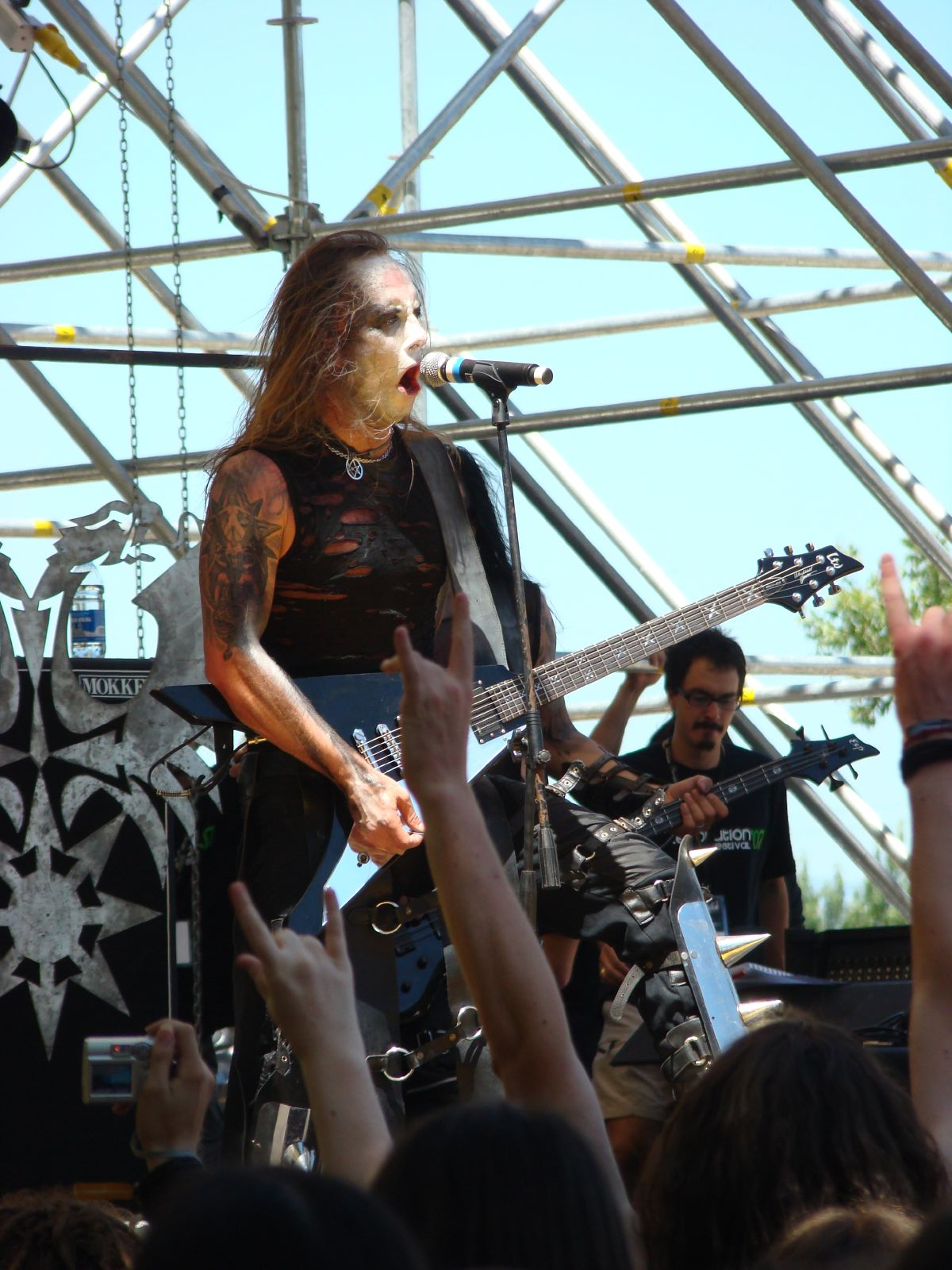
Adam Darski podczas koncertu na festiwalu Evolution w 2007 roku

Okładkę i oprawę graficzną albumu stworzył Tomasz „Graal” Daniłowicz na podstawie pomysłu Adama Darskiego. Na potrzeby wydawnictwa Daniłowicz wykonał również rzeźbę hinduskiej bogini czasu i śmierci Kali, do której nawiązuje okładka. Książeczka utrzymana jest w kolorach czerni, bieli oraz szarości i znajdują się w niej fotografie autorstwa Krzysztofa Sadowskiego, przedstawiające muzyków Adama Darskiego, Tomasza Wróblewskiego i Zbigniewa Promińskiego, wykonane podczas sesji zdjęciowej w Malborku oraz zdanie skierowane do fanów: „We proudly salute all Behemoth legions worldwide for their devotional support and loyalty!” (tłumaczenie z ang. Z dumą salutujemy wszystkim legionom Behemotha na świecie za ich oddanie, wsparcie i lojalność!).

## Recenzje
Wydawnictwo otrzymało szereg pozytywnych recenzji w prasie i na portalach poświęconych muzyce. Dziennikarz pisma Teraz Rock, Robert Filipowski, podkreślił bogactwo aranżacyjne utworów, a Przemysław Jurek, recenzent portalu nuta.pl, zaznaczył intensywność i wysoką jakość produkcji nagrań. W superlatywach – podobnie jak było w przypadku albumu Demigod – wypowiedziano się o umiejętnościach perkusisty Zbigniewa Promińskiego. Maciej Stankiewicz, dziennikarz portalu onet.pl, o The Apostasy wyraził się następująco:

Wokal Nergala, do tej pory najsłabszy punkt pomorskiej grupy, tym razem został poprawnie zarejestrowany, bez dziesiątek „nakładek”, dzięki czemu w końcu można zrozumieć teksty. Drugie skrzypce w Behemoth gra Inferno – człowiek-maszyna, zdolny z powodzeniem zastąpić automat perkusyjny.

## Muzyka i teksty
Muzykę do wszystkich utworów skomponował Adam Darski, który jest również autorem większości tekstów. Wyjątek stanowią utwory „At the Left Hand ov God” i „Arcana Hereticae”, których współautorem jest Krzysztof Azarewicz. Tekst do „Prometherion” został zainspirowany dramatem Prometeusz rozpętany Percy’ego Shelleya, natomiast Pazuzu nawiązuje do postaci demona z mitologii sumeryjskiej.
W dziewięciu utworach (2–9, 11) Darski zagrał na gitarze elektrycznej czternaście partii solowych, a także jedną na gitarze akustycznej w utworze Inner Sanctum. Również basista Tomasz Wróblewski zagrał partię solową otwierającą „At the Left Hand ov God”, a sesyjny gitarzysta Patryk „Seth” Sztyber, z którym zespół współpracuje od 2004 roku, w siedmiu utworach wykonał jedenaście partii solowych na gitarze elektrycznej.
W przeciwieństwie do poprzedniego wydawnictwa zespołu, w którym chór wykonał tylko inkantacje, tu jego rola została wyeksponowana.

## Lista utworów

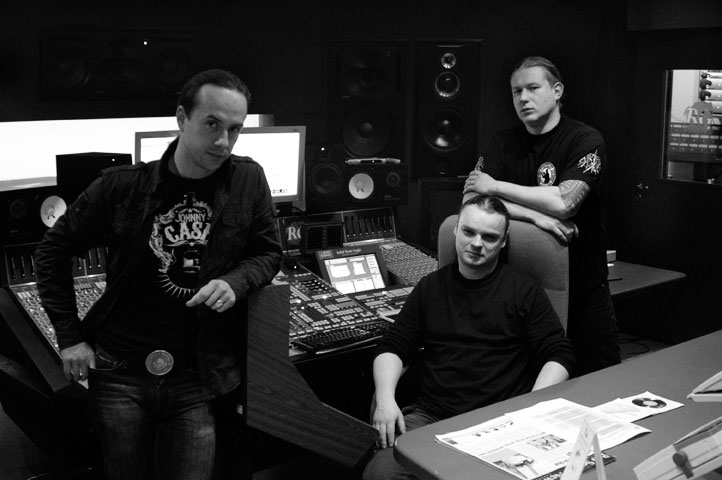
Od lewej: Adam Darski, Arkadiusz Malczewski oraz Zbigniew Promiński w RG Studio w Gdańsku podczas sesji nagraniowej do albumu The Apostasy

Opracowano na podstawie materiału źródłowego.
| Nr  | Tytuł utworu                  | Słowa                            | Muzyka      | Długość |
| --- | ----------------------------- | -------------------------------- | ----------- | ------- |
| 1.  | „Rome 64 C.E.”                | utwór instrumentalny             | Adam Darski | 1:25    |
| 2.  | „Slaying the Prophets ov Isa” | Adam Darski                      | Adam Darski | 3:23    |
| 3.  | „Prometherion”                | Adam Darski                      | Adam Darski | 3:03    |
| 4.  | „At the Left Hand ov God”     | Adam Darski, Krzysztof Azarewicz | Adam Darski | 4:58    |
| 5.  | „Kriegsphilosophie”           | Adam Darski                      | Adam Darski | 4:23    |
| 6.  | „Be Without Fear”             | Adam Darski                      | Adam Darski | 3:17    |
| 7.  | „Arcana Hereticae”            | Adam Darski, Krzysztof Azarewicz | Adam Darski | 2:58    |
| 8.  | „Libertheme”                  | Adam Darski                      | Adam Darski | 4:53    |
| 9.  | „Inner Sanctum”               | Adam Darski                      | Adam Darski | 5:01    |
| 10. | „Pazuzu”                      | Adam Darski                      | Adam Darski | 2:36    |
| 11. | „Christgrinding Avenue”       | Adam Darski                      | Adam Darski | 3:51    |
|     |                               |                                  |             | 39:48   |

| DVD | DVD                      | DVD     |
| Nr  | Tytuł utworu             | Długość |
| --- | ------------------------ | ------- |
| 1.  | „Making of the Apostasy” | 25:28   |

## Twórcy
Opracowano na podstawie materiału źródłowego.
| Zespół Behemoth w składzie - Adam „Nergal” Darski – śpiew, inkantacje, gitara prowadząca i rytmiczna, gitara akustyczna, syntezatory, programowanie - Tomasz „Orion” Wróblewski – gitara basowa, śpiew - Zbigniew „Inferno” Promiński – instrumenty perkusyjne oraz - Patryk „Seth” Sztyber – gitara rytmiczna i prowadząca, śpiew Dodatkowi muzycy - Leszek Możdżer – gościnnie fortepian (utwór „Inner Sanctum”) - Warrel Dane – gościnnie śpiew (utwór „Inner Sanctum”) - Piotr Gluch – trąbka, aranżacje sekcji dętej - Jacek Swędrzyński – waltornia - Marcin Dziecielewski – puzon - Hanna Kwiatkowska, Anna Amus – sopran (Cappella Gedanensis) - Sylwia Falecka, Tamara Hejka-Grom – alt (Cappella Gedanensis) - Piotr Macalak – bas (Cappella Gedanensis) - Grzegorz Zięba, Franciszek Iskrzycki – tenor (Akademicki Chór Uniwersytetu Gdańskiego) Realizatorzy nagrań - Arkadiusz Malczewski – inżynieria dźwięku, współprodukcja - Marcin Malinowski – asystent inżyniera dźwięku - Piotr Bańka – aranżacje instrumentów klawiszowych - Kuba Mańkowski – aranżacje chóru, dyrygent chóru - Daniel Bergstrand – miksowanie (Dug Out Studio, Uppsala, marzec 2007) - Bjorn Engelmann – mastering (Cutting Room Studio, Sztokholm, marzec 2007) | Inni - Tomasz „Graal” Daniłowicz – oprawa graficzna, okładka, projekt maski - Zbigniew Jozwik – wykonanie maski - Krzysztof „Sado” Sadowski – zdjęcia - Sharon E. Wennekers – konsultacje gramatyczne - Sounds Great Promotion – scenariusz i realizacja DVD (lipiec – wrzesień 2007) - Adam Darski – producent wykonawczy, zdjęcia (DVD) - Marcin Brach – kamera (DVD) - Michał Giorew – kamera, światła (DVD) - Agnieszka Krysiuk, Krzysztof Sadowski – zdjęcia zespołu (DVD) - Bartosz Tyszkiewicz, Antoni Gmurczyk, Piotr Berdnt – zdjęcia (DVD) |

## Listy sprzedaży
| Ranking                    | Kraj              | Pozycja |
| -------------------------- | ----------------- | ------- |
| OLiS                       | Polska            | 9       |
| Billboard 200              | Stany Zjednoczone | 149     |
| Billboard Hard Rock Albums | Stany Zjednoczone | 24      |
| Billboard Top Heatseekers  | Stany Zjednoczone | 2       |

## Wydania
| Rok  | Nr katalogowy | Format       | Wytwórnia             | Kraj              | Źródło       |
| ---- | ------------- | ------------ | --------------------- | ----------------- | ------------ |
| 2007 | MYSTCD041     | Slipcase     | Mystic Production     | Polska            | [ 54 ]       |
| 2008 | MYSTCD058     | Ltd Digipack | Mystic Production     | Polska            | [ 55 ]       |
| 2007 | 8374-2        | CD           | Century Media Records | Stany Zjednoczone | [ 56 ] [ 5 ] |
| 2007 | RR 099        | CD           | Regain Records        | Europa            | [ 57 ]       |
| 2007 | RRLP 099      | LP           | Regain Records        | Europa            | [ 58 ]       |
| 2008 | RRCD 147      | CD+DVD       | Regain Records        | Europa            | [ 59 ]       |
| 2007 | 0253535       | CD           | Victor Entertainment  | Japonia           | [ 60 ]       |
| 2007 | CDM 0707-2729 | CD           | CD-Maximum            | Rosja             | [ 61 ]       |